# Nergal (god)

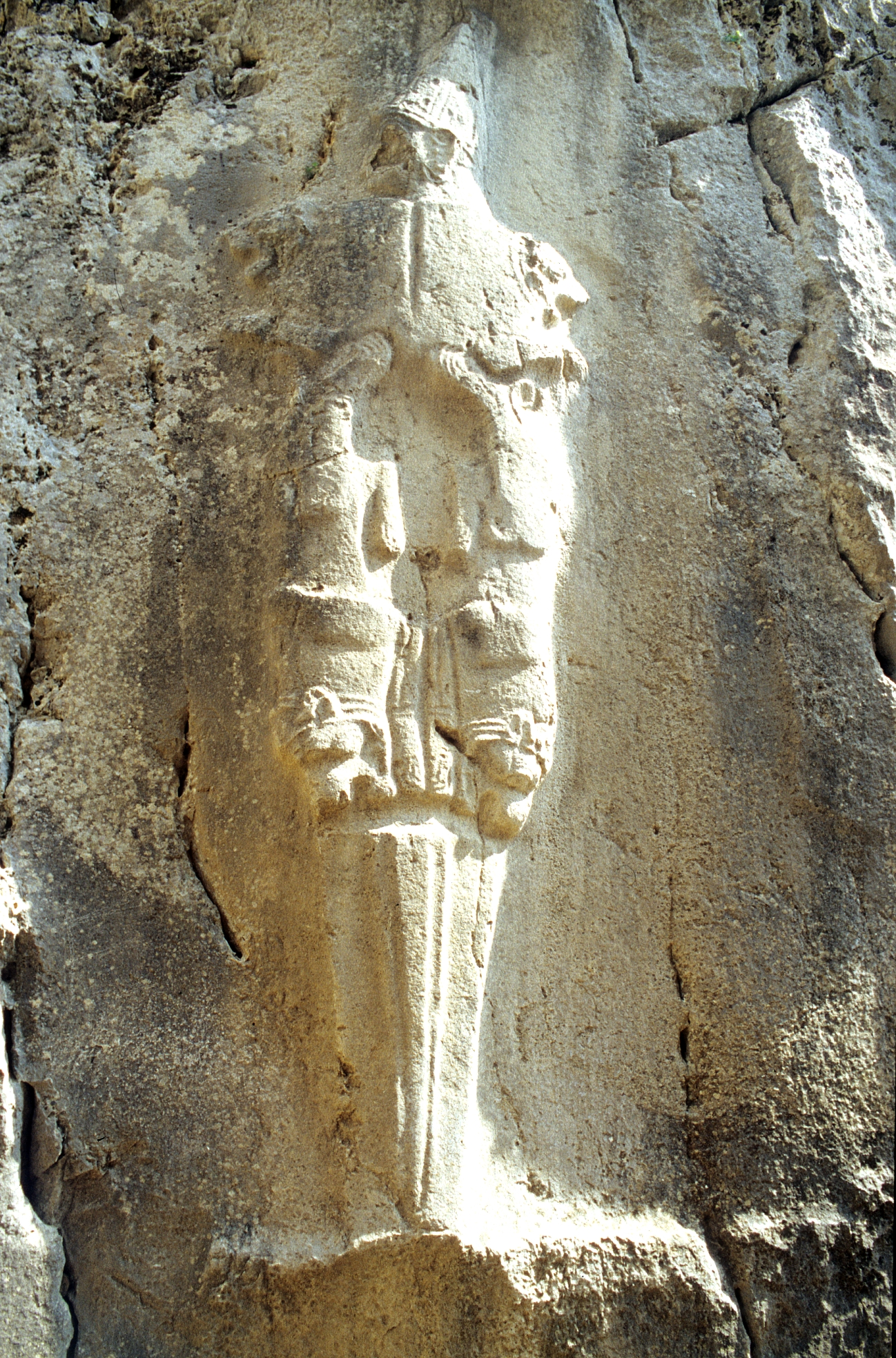
Beeld van Nergal. Hethitisch heiligdom Yazilikaya bij Hattusa, kamer B

Nergal, Angeł (of Nirgal, Nirgali) was in de Babylonische en Armeense mythologie een godheid met hoofdzetel van zijn cultus in de plaats Cuthah vertegenwoordigd door de bergheuvel Tell-Ibrahim. Nergal wordt ook in de Hebreeuwse Bijbel als godheid van de stad Cuth (Cuthah) genoemd: "En de mannen van Babylon maakten Succoth-benoth, en de mannen van Cuth maakten Nergal" (Koningen 2, 17:30). Nergal was de zoon van Enlil en Ninlil.

## Functie en attributen
Nergal lijkt deels een zonnegod, soms met Shamash gelijkgesteld, maar dan slechts een bepaalde representatieve fase van de zon. In hymnen en mythen wordt hij voorgesteld als een god van oorlog en pest. Daarom lijkt hij de middagzon te vertegenwoordigen of het zomersolstitium dat vernieling brengt. De hoge zomerzon vormt het dode seizoen in de Mesopotamische jaarcyclus.
Nergal was dan ook de god die over de onderwereld heerste aan het hoofd van een pantheon dat voor de heerschappij over de doden instond. Men veronderstelde dat zij bijeenkwamen in een grote holte onder de wereld, Aralu genaamd of Irkalla. In deze hoedanigheid heeft Nergal een godin Allatu of Eresjkigal aan zijn zijde, alhoewel Allatu ooit als alleenheersende meesteres van Aralu zou kunnen hebben gegolden. In sommige teksten is er een zoon Ninazu van Nergal en Allatu/Eresjkigal.
Gewoonlijk is Nergal vergezeld van zijn echtgenote Laz. De standaard iconografie beeldt hem af als een leeuw; grensstenen symboliseren Nergal door een scepter met daarboven een leeuwenkop.
Nergals afschrikwekkende aspect komt terug in namen of epitheta als Lugalgira, Sharrapu ("de brander"), Erra, Gibil (al hoort deze naam meer bij Nusku), en Sibitti. In het spijkerschrift heerst enige verwarring tussen Ninurta en Nergal. Nergal krijgt epitheta als "de Razende Koning", "de Woedende" en dergelijke. Een woordspeling op zijn naam -- uitgedrukt in drie lettergrepen Ne-uru-gal (heer van de grote verblijfruimte) -- drukt zijn positie aan het hoofd van het onderwereldpantheon uit.
In de Babylonische tempelkunst evoceren de kolossen met leeuwenkoppen die de tempels bewaken de symboliek van Nergal, op dezelfde manier als de kolossen met stierenkop Ninurta typeren.
De hoofdtempel van Nergal in Cuthah droeg de naam Meslam, vandaar ook de aanduiding van de god als Meslamtaeda  of Meslamtaea, "hij die oprijst van Meslam". Deze naam komt reeds voor in de lijst van goden van Fara, terwijl de naam Nergal pas in de Akkadische periode opduikt. In Ugarit werd hij met Resjef vereenzelvigd.

## Verband met Mars
In het late astraal-theologisch stelsel van Babylonië wordt Nergal met de planeet Mars geassocieerd. Als ziedende god van vernieling en oorlog was Nergal ongetwijfeld een goede keuze voor de rode planeet. Door de oude Grieken werd hij met de halfgod Herakles gelijkgesteld of met de oorlogsgod Ares (Latijn Mars), vandaar de actuele naam voor de planeet. 

## Cultus
De cultus van Nergal lijkt niet zo wijdverbreid te zijn geweest als die van Ninurta. Hymnen, votieven en andere inscripties van Babylonische en Assyrische heersers roepen hem frequent aan, maar buiten Cuthah blijkt niet veel aan deze godheid gewijde tempels. Sennacherib vermeldt er een in Tarbisu ten noorden van Ninive, maar eigenaardig genoeg maakt de grote tempelbouwer van de neo-Babylonische monarchie Nebuchadnezzar II (606 - 586 v.Chr.) geen melding van een heiligdom aan Nergal gewijd in Babylonië, alhoewel hij zinspeelt op zijn verrichtingen te Meslam in Cuthah. De plaatselijke associaties met zijn oorspronkelijke zetel - Kutha - en de opvatting over hem als god van de doden maakten hem eerder tot een god om te vrezen dan om te vereren.

## Demonisering
Als god van de woestijn en van vuur, van de schadelijke effecten van de zon en van de onderwereld, en dan ook nog als god van een religie die rivaliseerde met het jodendom en het christendom, werd Nergal al gauw tot een demon, die zelfs met Satan werd geïdentificeerd.  

## Trivia
- De zanger van de Poolse band Behemoth heeft Nergal als artiestennaam.